# Syncalathium kawaguchii
Syncalathium kawaguchii là một loài thực vật có hoa trong họ Cúc. Loài này được (Kitam.) Ling miêu tả khoa học đầu tiên năm 1965.